# Tyran féroce
Myiarchus ferox
Genre
Espèce
Répartition géographique
Statut de conservation UICN

 LC  : Préoccupation mineure
Le Tyran féroce (Myiarchus ferox) est une espèce de passereau de la famille des Tyrannidae.

## Description

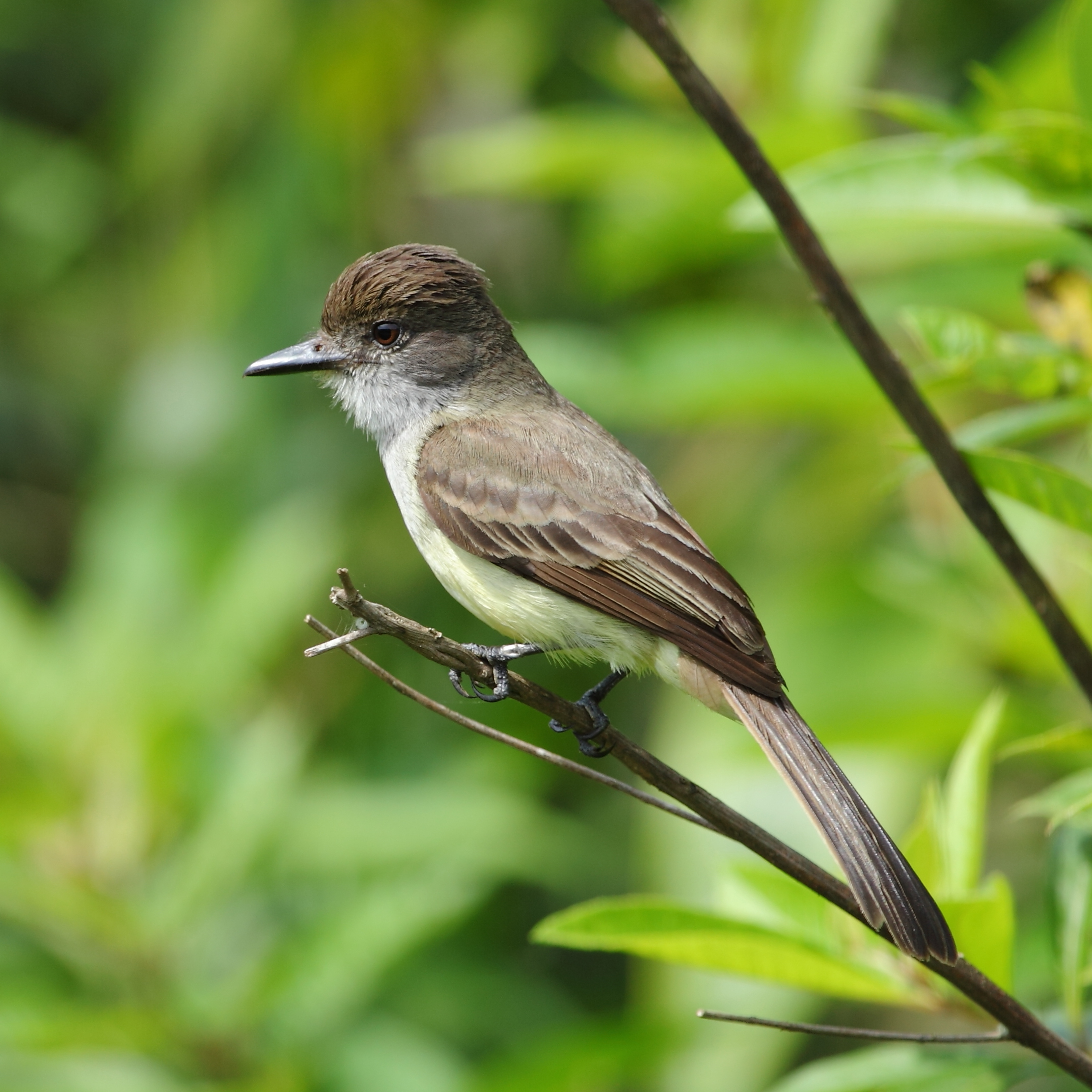
la sous-espèce M. f. australis à Bertioga (État de São Paulo, Brésil).

## Répartition et sous-espèces
Selon la classification de référence du Congrès ornithologique international (15.1, 2025) il se décline en trois sous-espèces (ordre phylogénique) :
- Myiarchus ferox brunnescens Zimmer, JT & Phelps, 1946 — dans les llanos, de l'est de la Colombie au Venezuela et au Guyana ;
- Myiarchus ferox ferox (Gmelin, JF, 1789) — du sud-est tropical de la Colombie au nord de la Bolivie, aux Guyanes et au nord du Brésil ;
- Myiarchus ferox australis Hellmayr, 1927 — du sud du Brésil à l'est de la Bolivie, à l'est du Paraguay et au nord-est de l'Argentine[2].

## Anexes